# Carlotta Grisi

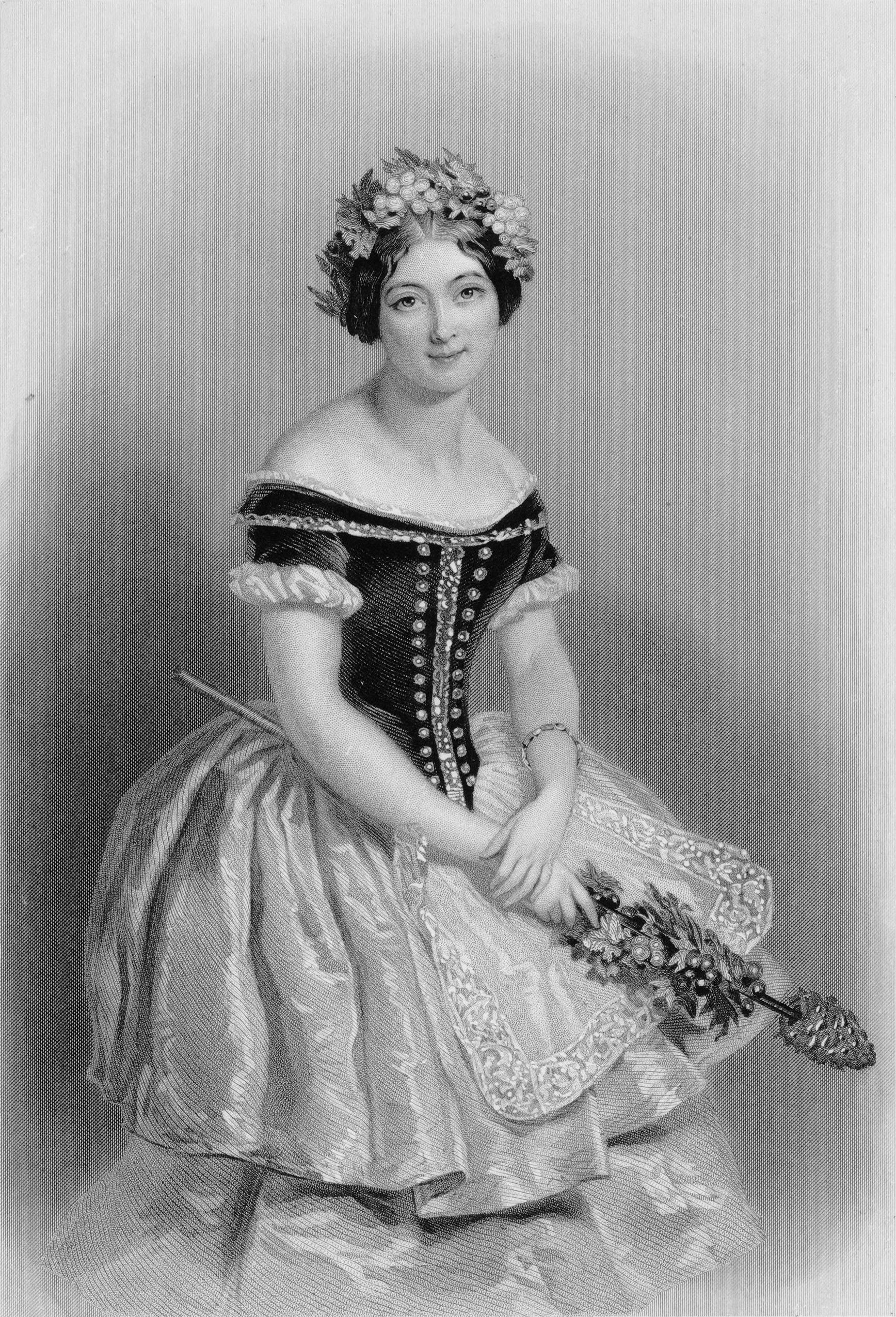
Carlotta Grisi in der Titelrolle von Giselle (1. Akt), 1842

Carlotta Grisi (* 28. Juni 1819 in Visinada, als Caronna Adela Giuseppina Maria Grisi; † 20. Mai 1899 in Saint-Jean, Genf, Schweiz) war eine italienische Tänzerin, die im damaligen Königreich Illyrien im Kaisertum Österreich geboren wurde. Sie gehörte neben Marie Taglioni, Fanny Elssler und Fanny Cerrito zu den bedeutendsten Ballerinen der Romantik.

## Leben
Carlotta Grisi gehörte zu einer bekannten Familie von Musikerinnen: die berühmten Opernsängerinnen Giuditta und Giulia Grisi waren ihre Cousinen. Carlottas Schwester Ernesta trat (häufig mit Giuditta) ebenfalls als Sängerin auf.
Auch Carlotta nahm Gesangsunterricht und wurde darin sogar von Berühmtheiten wie Giuditta Pasta und Maria Malibran bestärkt. Ihre Ballettausbildung erhielt sie an der Schule der Mailänder Scala. Sie nahm außerdem Privatunterricht bei Carlo Blasis. Ihren Abschluss machte sie bereits mit 13 Jahren und debütierte am Teatro della Canobbiana in Mailand am 19. Mai 1832 in dem Ballett Le sette reclute von Luigi Astolfi. Danach erhielt sie einen Vertrag von dem Impresario Alessandro Lanari, der sie unter anderem im Teatro La Fenice in Venedig und im San Carlo in Neapel tanzen ließ.

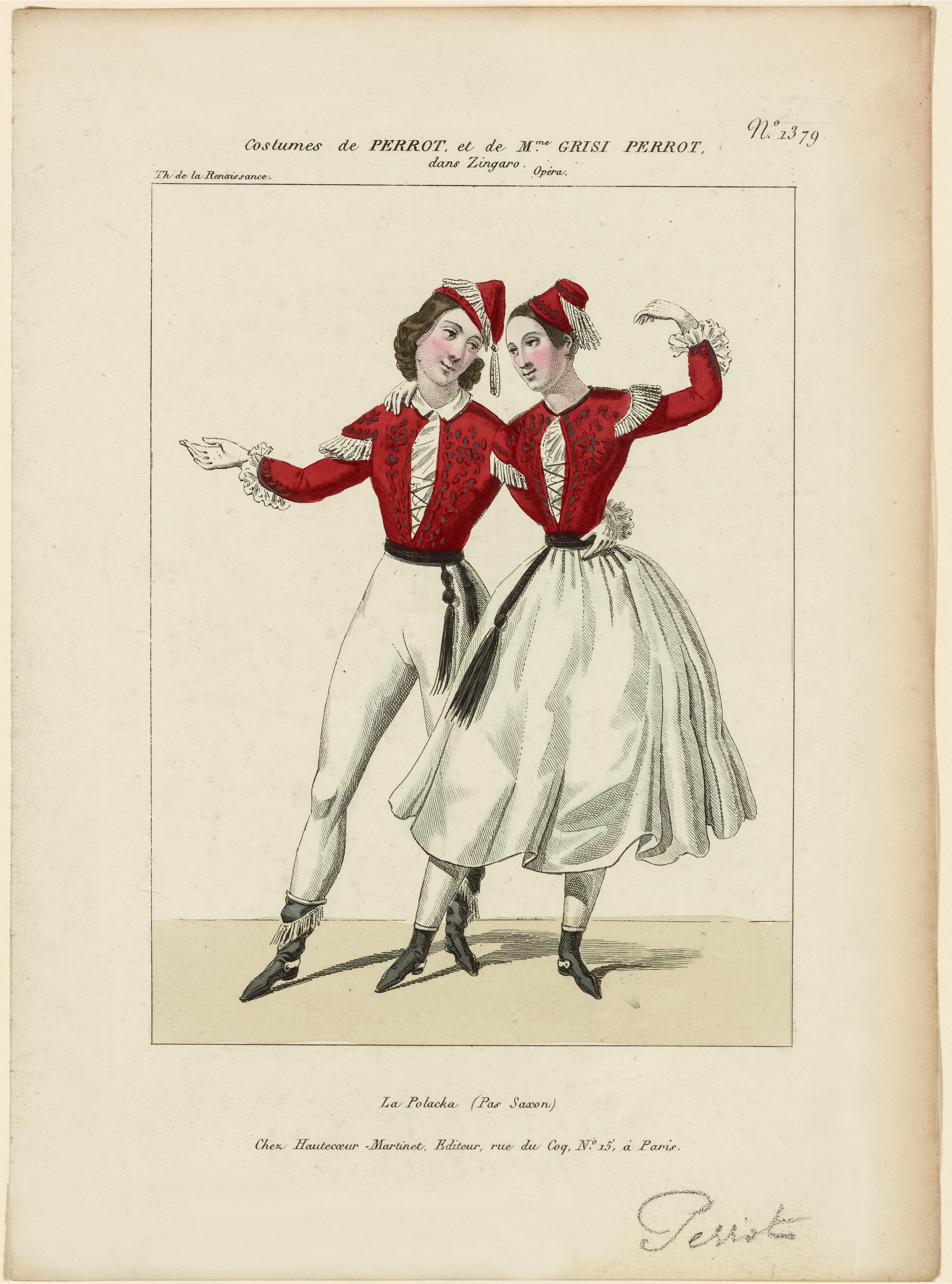
Kostümentwurf für Carlotta Grisi und Jules Perrot in Le Zingaro, Paris 1840

1834 wurde Jules Perrot in Neapel auf sie aufmerksam, der sie zu einer Nachfolgerin von Marie Taglioni aufbaute und mit dem sie als seine Muse in den folgenden Jahren auf Tourneen durch die europäischen Hauptstädte zog. Sie wurden auch privat ein Paar, aber über die Frage, ob sie heirateten, herrscht in den Quellen keine Einigkeit: laut älteren Autoren und Staccioli (2002) wurde Carlotta tatsächlich Perrots Ehefrau, andere meinen, sie habe sich nur zum Schein, um nach außen hin den Anstand zu wahren, zeitweise Mme Perrot genannt.
1836 war sie am King’s Theatre in London, und tanzte unter anderem in den Balletten Le rossignol und Tarantella von André Deshayes. Bei ihrem letzten Auftritt in der englischen Hauptstadt gab sie (ermuntert von dem Bass Luigi Lablache) auch eine kleine Kostprobe ihrer Gesangskunst mit der Arie „Regnava nel silenzio“ aus Donizettis Lucia di Lammermoor. Danach tanzte sie bis 1837 an der Hofoper in Wien in Balletten von Peter (?) Campilli und Perrot sowie in Filippo Taglionis La Sylphide (mit der Musik von Schneitzhoeffer). Es folgten Auftritte an der Opéra-Comique in Paris und 1839 wieder am San Carlo in Neapel, wo sie in Il Rajàh di Benares („Der Radscha von Benares“) von Salvatore Taglioni (dem Bruder von Filippo Taglioni) tanzte.
Perrot besorgte ihr in Paris ein Engagement am Théâtre de la Renaissance, wo sie in seinem Ballett Le Zingaro (UA: 28. Februar 1840: Musik: Uranio Fontana) sang und tanzte und einen wahren Triumph feierte. Da Fanny Elßler – einer der Stars der Pariser Oper – um diese Zeit auf Amerika-Tournee ging, ließ man die Grisi nun auch an der Opéra gemeinsam mit Lucien Petipa auftreten. Sie tanzte dort zunächst in von Perrot geschaffenen Pas de deux’ und Divertissements in Opern wie Donizettis La favorite (21. Februar 1841) und Halévys La Juive und sogar in einem eingeschobenen Pas de deux in Mozarts Don Giovanni.

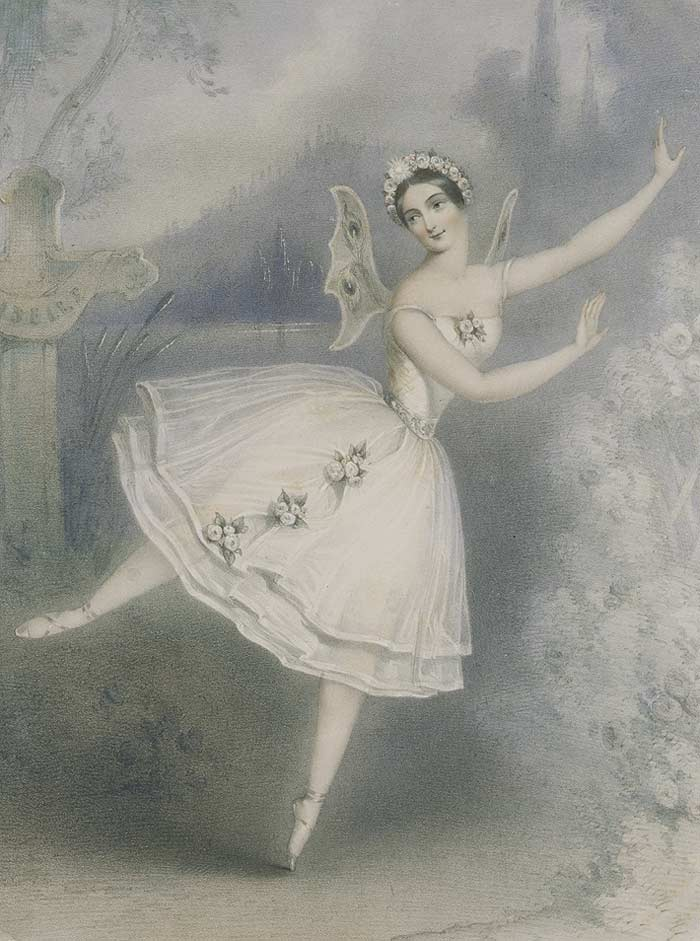
Carlotta Grisi im 2. Akt von Giselle, 1841

1841 schufen Perrot und Jean Coralli gemeinsam mit ihrem Bewunderer, dem Schriftsteller Théophile Gautier, und dem Komponisten Adolphe Adam für sie das Ballett Giselle, in dem sie die Hauptrolle tanzte und das zum Erfolg ihres Lebens wurde. Gelobt wurde sie nicht nur für ihre virtuose tänzerische Darbietung, sondern auch für die Natürlichkeit und intensive Dramatik ihrer Pantomime, besonders in der Wahnsinnsszene im 1. Akt. Von der Opéra bekam sie nun einen Zweijahresvertrag mit dem enormen Gehalt von 27.000 Francs. Sie tanzte die Giselle auch am Her Majesty’s Theatre in London, zum ersten Mal am 12. März 1842, und gab dort bis 1850 jedes Jahr ein Gastspiel.
In den nächsten Jahren folgten die Ballette La jolie fille de Gand (Paris 1842), La Péri (Paris 1843) und Perrots La Esmeralda (London 1843). Am 12. Juli 1844 tanzte sie in der Londoner Uraufführung des berühmten Pas de quatre von Perrot und Cesare Pugni gemeinsam mit ihren berühmten Kolleginnen Marie Taglioni, Fanny Cerrito und Lucile Grahn.
Weitere Erfolge der Grisi waren die speziell für sie kreierten weiblichen Hauptrollen in Joseph Maziliers Balletten Le Diable à quatre (Paris 1845), Paquita (Paris 1846) und Griseldis (Paris 1848) sowie Perrots La Filleule des fées (Paris 1849). Ein wahrscheinlich bezeichnendes Licht auf Carlotta Grisis Ausstrahlung und Persönlichkeit werfen zwei Rollen, die 1847–1848 für sie geschaffen wurden: In dem 1847 in London uraufgeführten Pas de trois Les éléments verkörperte sie das Feuer, neben Fanny Cerrito als Luft und Carolina Rosati als Wasser; ganz ähnlich tanzte Grisi in dem Ballett Les quatre saisons („Die vier Jahreszeiten“) von Perrot und Cesare Pugni (UA: 13. Juni 1848) die Rolle des Sommers.

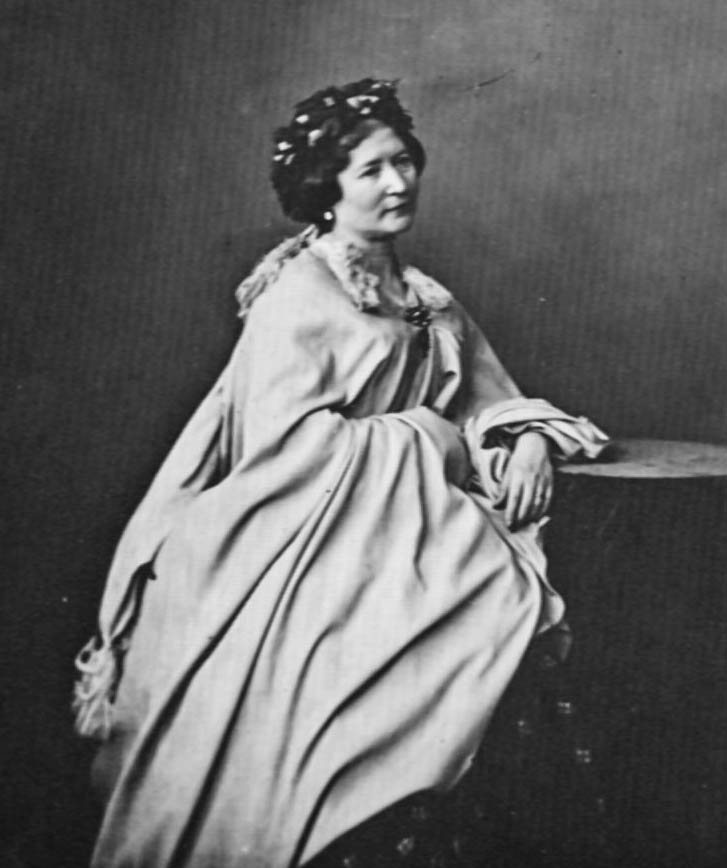
Carlotta Grisi, um 1865, Fotografie von Gaspard-Félix Tournachon (alias Nadar)

Ihre letzten Kreationen in London waren Paul Taglionis Ballette Les Métamorphoses und Les Graces sowie die rein pantomimische Rolle des Ariel in Halévys Oper La Tempesta (alle 1850), wo sie neben Luigi Lablache auftrat.
1850 führte sie eine Tournée über Brüssel und Berlin nach Sankt Petersburg, wo Perrot mittlerweile Ballettmeister war. Sie debütierte dort am 8. Oktober desselben Jahres als Giselle und tanzte später unter anderem in Perrots Balletten Ondine ou La nayade et le pêcheur (1851), La guerre des femmes (1852) und Gazelda ou Les tziganes (1853).
Nach einem Sturz von einer Treppe, den sie 1855 in Warschau erlitt, musste Carlotta Grisi ihre Karriere vorzeitig beenden. Sie zog sich in ihre Villa in St-Jean bei Genf in der Schweiz zurück, wo sie häufig von ihrem alten Verehrer Gautier besucht wurde. Grisi soll nie geheiratet haben, hatte aber zwei Töchter, eine aus ihrer Beziehung mit Jules Perrot und eine mit Fürst Leon Radziwill.
Sie starb am 20. Mai 1899 in Saint-Jean.

## Bilder

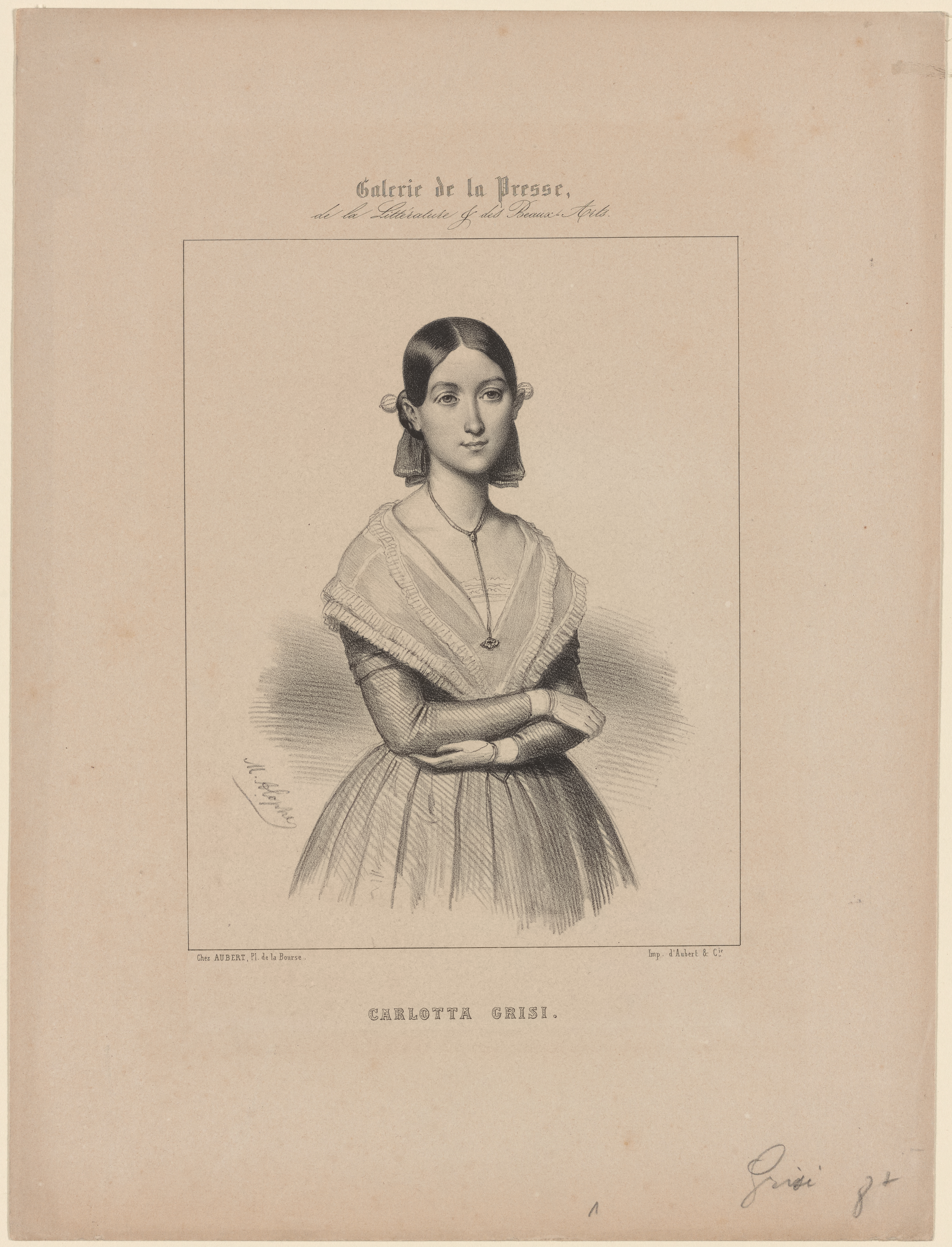
Porträt von Carlotta Grisi, 1840
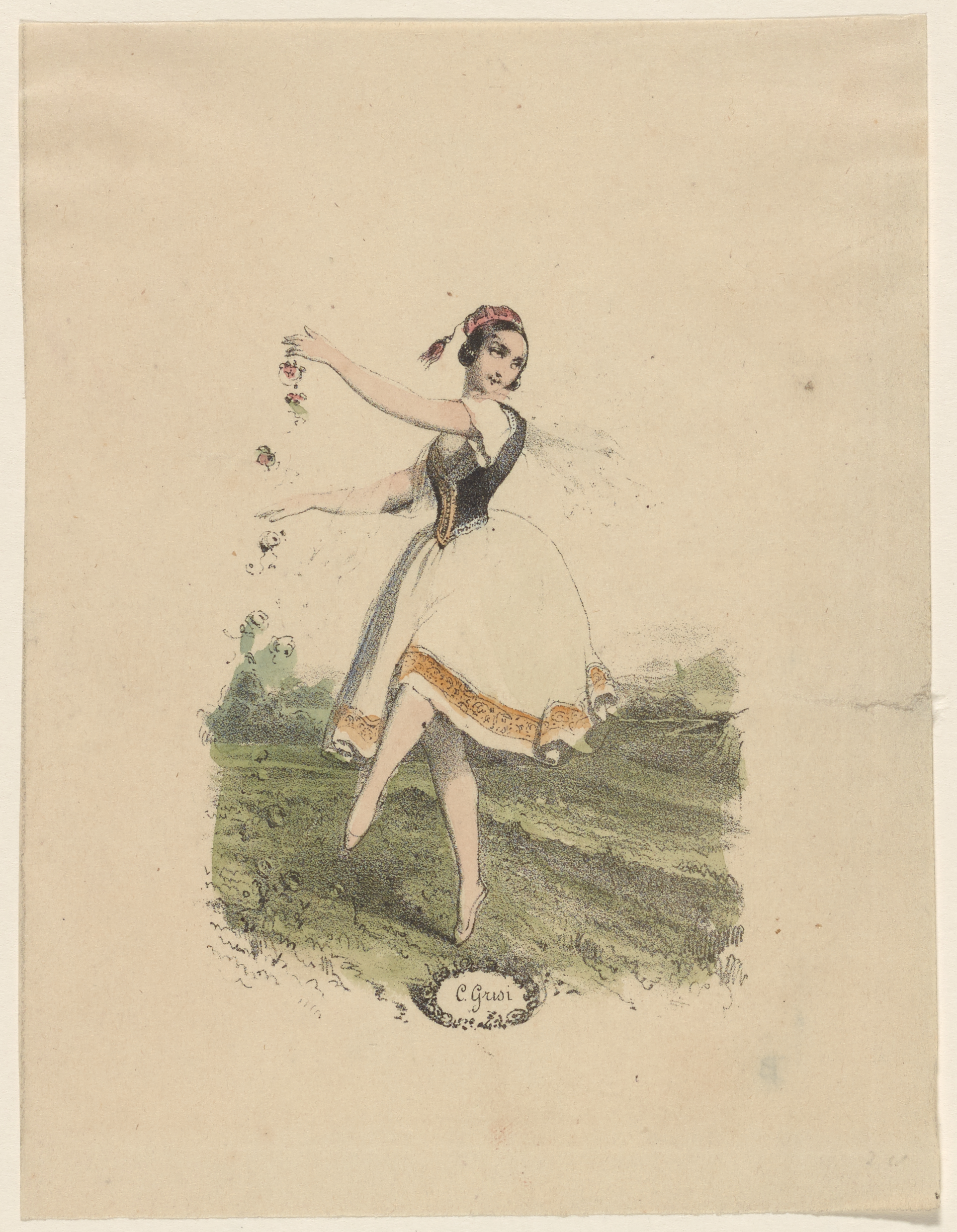
Carlotta Grisi in La Péri von Burgmüller, Paris 1843
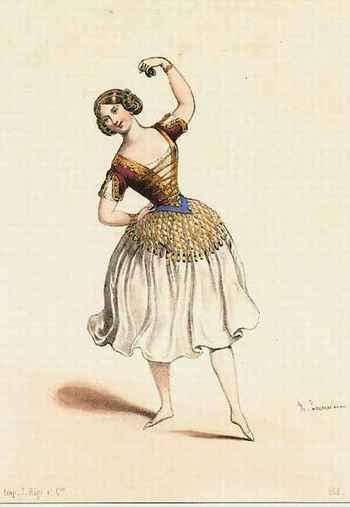
Carlotta Grisi im 1. Akt von Paquita von Mazilier und Deldevez, Paris 1846
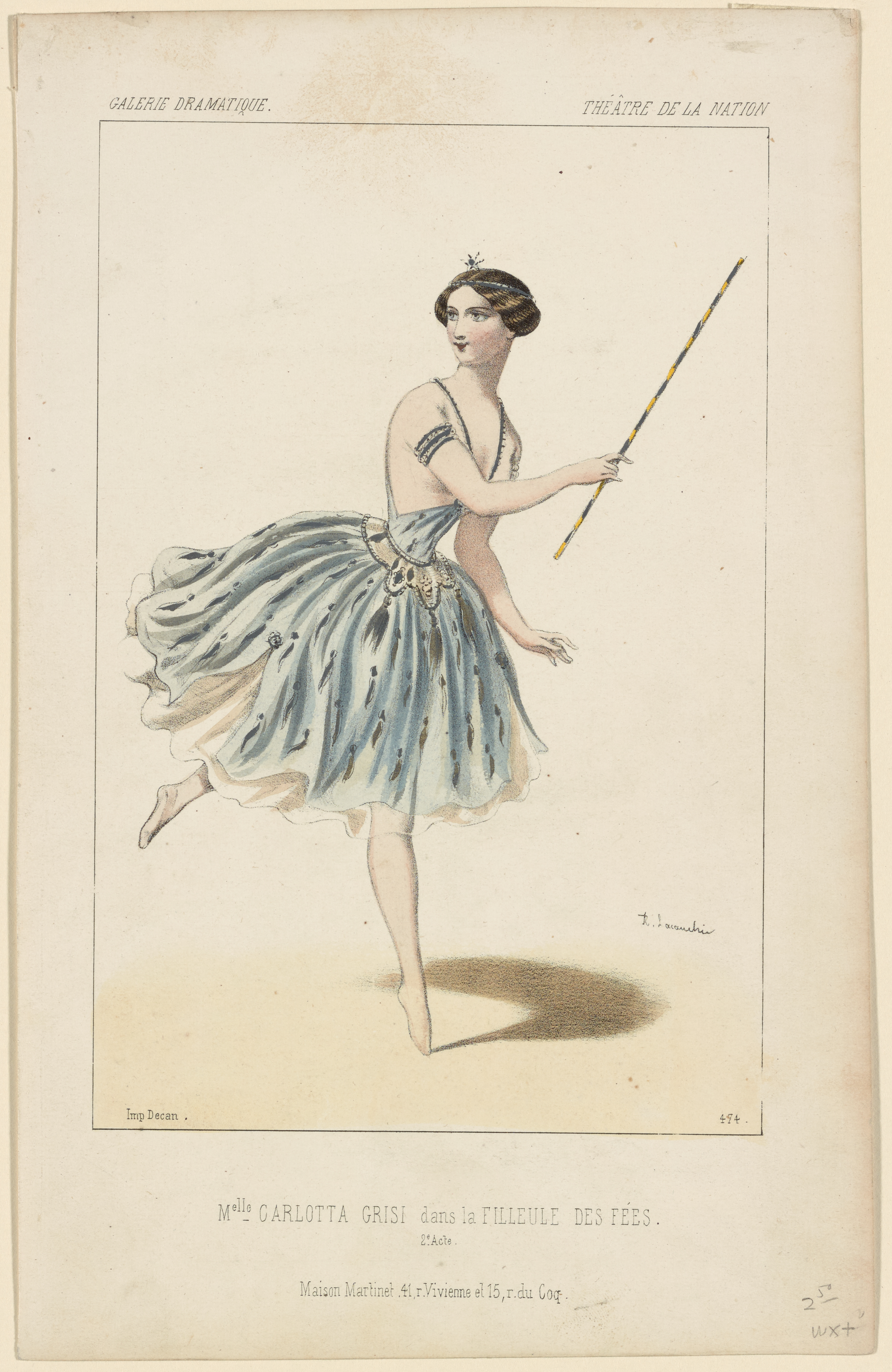
Carlotta Grisi im 2. Akt von La filleule des fées von Perrot und Adolphe Adam, Paris 1849

## Einzelanmerkungen
1. 1 2 3 4  Carlotta Grisi in: Britannica (englisch; Abruf am 30. Januar 2021)
2. 1 2 3 4 5 6 7 8 9 10 11 12 13 14 15 16 17 18 19 20 21 22 23 24  Roberto Staccioli: Grisi, in: Dizionario Biografico degli Italiani, Volume 59, 2002, Artikel auf Treccani (italienisch; Abruf am 13. August 2020)
3. ↑  Grisi Carlotta. In: Österreichisches Biographisches Lexikon 1815–1950 (ÖBL). Band 2, Verlag der Österreichischen Akademie der Wissenschaften, Wien 1959, S. 65.
4. ↑  Constantin von Wurzbach: Grisi, Carlotta. In: Biographisches Lexikon des Kaiserthums Oesterreich. 5. Theil. Verlag der typogr.-literar.-artist. Anstalt (L. C. Zamarski & C. Dittmarsch.), Wien 1859, S. 357 f. (Digitalisat).

| Personendaten    | Personendaten                    |
| ---------------- | -------------------------------- |
| NAME             | Grisi, Carlotta                  |
| KURZBESCHREIBUNG | italienische Tänzerin, Ballerina |
| GEBURTSDATUM     | 28. Juni 1819                    |
| GEBURTSORT       | Vižinada, Istrien                |
| STERBEDATUM      | 20. Mai 1899                     |
| STERBEORT        | Saint-Jean bei Genf, Schweiz     |